# Wspólnoty wyobrażone
Wspólnoty wyobrażone – koncepcja stworzona przez Benedicta Andersona, która definiuje naród jako wspólnotę wyobrażoną, nieuchronnie ograniczoną i suwerenną. Wspólnota jest wyobrażona, ponieważ jej członkowie (bez względu na jej liczebność) nigdy nie znają większości swych rodaków, nie spotykają ich ani też nic o nich nie wiedzą, a mimo to w swych umysłach tworzą obraz wspólnoty. Termin ten powstał, aby mówić wyłącznie o nacjonalizmie, jednak później przyjął szersze znaczenie.

## Opis i historia
Pojęcie stworzone przez Benedicta Andersona, który w 1983 roku opublikował książkę analizującą to pojęcie. Po raz drugi została ona wydana w 1991 roku. Pełny tytuł tej pracy to: Wspólnoty wyobrażone, rozważanie o źródłach i rozprzestrzenianiu się nacjonalizmu, a w oryginale Imagined Communities: Reflections on the Origin and Spread of Nationalism. Punktem wyjścia dla Andersona jest teza, że narodowość czy też przynależność narodowa – podobnie jak nacjonalizm – są szczególnego rodzaju reliktem kulturowym (od łac. relictum „pozostałość, przeżytek”). Potwierdza to dokładną analizą sposobu, w jaki one się kształtowały, jak zmieniały swoje znaczenie i dlaczego do dziś wywołują tak burzliwe emocje oraz skąd bierze się tak głębokie do nich przywiązanie.
Jak podaje autor, narody wyobrażone są jako wspólnoty ograniczone, ponieważ nawet największa wspólnota, mieszkająca na choćby największym obszarze, zawsze pozostanie ograniczona. Ograniczenie to wynika zarówno z granic geograficznych, jak i mentalnego przeświadczenia jej członków o swojej przynależności do danego miejsca swej ojczyzny. Będzie ograniczony innymi narodami zza jego granic. Żaden naród nie wyobraża sobie siebie jako całej ludzkości, a nawet najbardziej zagorzali nacjonaliści nie marzą o dniu, w którym wszyscy członkowie gatunku ludzkiego wejdą w skład ich narodu. Czyli np. grupa narodowa X związana z terenem geograficznym, który uważa za swoją ojczyznę, w swym nacjonalizmie nie będzie dążyć do tego, aby każda istota ludzka przynależała do niej. Będzie ona raczej dążyć do tego, aby to członkowie grupy X zajęli miejsca członków innych narodów w celu ujednolicenia swojego jednego narodu. Narody wyobrażone są jako wspólnoty suwerenne, ponieważ pojęcie to powstało w czasach, kiedy Oświecenie i rewolucja podważyły legitymizację uświęconych, hierarchicznych monarchi dynastycznych.

### Kontekst językowy i historia
Swe zastosowanie pojęcie to znalazło w języku, dzięki któremu Anderson mógł wyróżnić trzy sposoby stworzenia narodowej świadomości. Pierwszy ze sposobów autor przedstawia na przykładzie łaciny i języków rodzimych. Przez różnice w języku ludzie nie mogli się porozumieć przy pomocy słów, ale już dzięki pismu byli w stanie, co uświadomiło im, iż istnieją tysiące osób posługujących się tym samym językiem. Uświadomiło im to także, że tylko oni właśnie należą do tego samego obszaru językowego. Ci współczytelnicy, których wiązał druk, tworzyli zalążek wspólnoty wyobrażonej.
Po drugie Anderson twierdzi, że kapitalistyczne drukarstwo utrwalało języki, co spajało daną wspólnotę językową w naród i tworzyło jej tożsamość.
Po trzecie kapitalistyczne drukarstwo zrodziło języki władzy, różniące się od języków urzędowych i rodzimych, czyli było niczym innym, jak ujednolicaniem języków pochodnych w jeden wspólny język obowiązujący na danym terytorium.

### Korzenie kulturowe
Pomniki i groby nieznanych żołnierzy są najważniejszymi elementami symboliki narodowej kultury nowożytnej, ponieważ są bardzo wymowne. Mają wiele znaczeń i przede wszystkim upamiętniają najważniejsze wydarzenia z historii danego narodu. Pomagają ludziom zapamiętać swą historię i utrwalić ich tożsamość narodową. Ponieważ w grobach Nieznanego Żołnierza "bądź nikt nie spoczywa, bądź nikt nie wie, kto w nich jest pochowany", Benedict Anderson nazywa je wyobrażeniami narodowymi. W rezultacie wiele różnych narodów na świecie ma takie groby, nie odczuwając nawet przy tym potrzeby określenia narodowości tych, którzy i tak tam nie spoczywają. Anderson tłumaczy to, że skoro wyobrażenia narodowe dotyczą tych kwestii, to świadczy to o ich bliskim pokrewieństwie z wyobrażeniami religijnymi, co wskazuje na zakorzenienie nacjonalizmu w śmierci. Ponieważ jest ona ostatecznym przeznaczeniem każdego człowieka niezależnie od jego wieku, zależne mogą być tylko okoliczności śmierci, a i tak nie w każdym przypadku. Tradycyjne światopoglądy religijne – poza ich rolą w legitymizowaniu poszczególnych systemów panowania i wyzysku – ogromnie przysłużyły się poprzez podejmowanie się problemu człowieka w kosmosie, jego istoty oraz znaczenia. Trwałość tych religii (chrześcijaństwo, buddyzm, islam) przez tysiące lat w wielu okolicznościach społecznych świadczy o ich skutecznych, przemawiających do wyobraźni ludzkiej odpowiedziach na pytania o sens ludzkiego istnienia, chorób, cierpienia, nieszczęścia, starości i w końcu śmierci. To właśnie odróżnia religię od większości ewolucyjno-postępowych stylów myślenia, które na pytania o sensie istnienia milczą, a religia stara się na nie odpowiedzieć.
Anderson wykorzystuje te przykłady jako pryzmat konkluzji, w której to XVIII wiek w Europie Zachodniej jest świtem epoki nacjonalizmu, a zmierzchem religijnego stylu myślenia. W związku z tym zamieszaniem musiało powstać nowe pojęcie narodu.

Skoro państwa narodowe uchodzą za coś „nowego” i „historycznego” to narody, których są one politycznym wyrazem zawsze wynurzają się z niepamiętnej przeszłości, a co jeszcze ważniejsze mają nieskończoną przyszłość. Oznacza to, że magia nacjonalizmu polega na przekształcaniu przypadku w przyszłość.

Czystym przypadkiem jest więc kraj, w którym się urodzimy, ale nasz kraj to nasza ojczyzna i należy o nią dbać i ją wysławiać, choć oczywiście nie jest tak w przypadku każdego człowieka, czy to ze względów na pochodzenie jego rodziców, czy okoliczności urodzenia się w danym kraju, sprowadza się to do tożsamości narodowej. Autor jednak nie twierdzi, iż pojawienie się nacjonalizmu pod koniec XIII wieku zastąpiło religię i skłoniło się ku wyjaśnieniu go przez szerokie systemy kulturowe, które go poprzedzały i z których się narodził, a czasem przeciwko którym się zrodził. Jednym z dwóch takich systemów kulturowych jest wspólnota religijna. To klasyczne wspólnoty spojone przez język sakralny, które różniły się od wspólnot wyobrażonych, jakimi są współczesne narody. Jednym z przykładów jest to, iż istotną różnicą było przekonanie tych starych wspólnot, że jedynym językiem sakralnym jest ich język, a także ich koncepcje przynależności do wspólnoty. Drugim przykładem jest monarchia dynastyczna, która jest przeciwieństwem wszystkich nowożytnych koncepcji życia politycznego. Organizuje ona wszystko wokół centrum. Legitymizuje ją jej świętość, a nie ludność – ludzie nie są obywatelami, a poddanymi.
Jednak według Andersona to nie wspólnoty religijne czy dynastyczne monarchie stworzyły narodowe wspólnoty wyobrażone, choć się do tego również przyczyniły. To zasadnicza zmiana w sposobie rozumienia świata stworzyła myślenie w kategoriach narodu.
Ważnym aspektem dla tożsamości narodowej jest podany w publikacji Benedicta Andersona przykład utworzenia się państwa amerykańskiego, którego fundamenty tworzyli kreole. Na terenie obu Ameryk powstało wiele nacjonalizmów, np. w Ameryce Północnej podczas suwerenności Teksasu w konflikcie między Unią a Konfederacją, co przeszkadzało w zjednoczeniu państwa i prowadziło do walk. Ważnym powodem tych wojen były interesy gospodarcze. Tu właśnie według autora myśl liberalna i oświeceniowa odegrały ważną rolę, dostarczając argumentów podważających władzę imperialną i wszelkiego rodzaju reżimy. Niemniej jednak tylko te procesy nie mogły stworzyć same z siebie takiej wspólnoty wyobrażonej, która by się przeciwstawiła macierzystym reżimom. Kluczową rolę odegrali kreolscy uczeni oraz drukarze, gdyż to druk ma duże znaczenie dla tożsamości narodowej tworzącej daną wspólnotę wyobrażoną.